# Américo Vespúcio dos Reis
Américo Vespúcio dos Reis foi um político brasileiro.
Foi governador do Maranhão, de 29 de junho de 1909 a 5 de fevereiro de 1910.